# TV Lenzinghausen
Der TV Lenzinghausen (offiziell: Turnverein Lenzinghausen e. V.) ist ein Sportverein aus dem Spenger Stadtteil Lenzinghausen im Kreis Herford. Die erste Handballmannschaft der Frauen nahm einmal am DHB-Pokal der Frauen teil.

## Geschichte
Der Verein entstand im Jahre 1924 durch die Fusion des TV Deutsche Eiche Lenzinghausen und des TV Eintracht Lenzinghausen. Deutsche Eiche war der Verein des Lenzinghauser Osten, während die Eintracht für den Westen des Ortes stand und ein reiner Turnverein war. Neben Handball bietet der TVL noch Aerobic, Einrad, Eltern-Kind-Turnen, Fitness, Gesundheit und Wellness, Karate, Rehasport, Tanz- und Turnmäuse, Tischtennis und Wellform Gerätezirkel.

### Frauenhandball
Die Handballerinnen stiegen im Jahre 2000 in die Regionalliga Nord auf und mussten nach nur einer Saison wieder in die Oberliga Westfalen absteigen. In der Saison 2006/07 nahm die Mannschaft am DHB-Pokal teil. Über die zweite Mannschaft der DJK/MJC Trier und den Königsborner SV zog der TVL in die dritte Runde ein, wo die Mannschaft gegen den Bundesligisten Buxtehuder SV chancenlos war und deutlich mit 14:40 verloren. Im Jahre 2011 wurde die Mannschaft Meister der Oberliga Westfalen. Aus finanziellen Gründen verzichtete der Verein auf den Aufstieg und die Mannschaft wurde zurückgezogen. Seit dem Abstieg im Jahre 2016 spielt die Mannschaft wieder in der Kreisliga.

### Männerhandball
Die Männermannschaft stieg im Jahre 1977 in der Oberliga Westfalen auf. Zwanzig Jahre später folgte der Abstieg. Gleichzeitig bildeten die Handballer mit dem Lokalrivalen TuS Spenge die HSG Spenge/Lenzinghausen, die allerdings zwei Jahre später wieder zerfiel. Der TuS Spenge übernahm den Platz in der Regionalliga, während der TV Lenzinghausen in einer unteren Spielklasse weitermachen musste. In der Saison 2014/15 trat die Mannschaft in der Kreisliga B an.

## Persönlichkeiten
- Jürgen Glombek
- Hans-Jörg Klindt
- Andrea Nobbe
- Heiko Ruwe